# Jessica Szohr
Jessica Karen Szohr (IPA: ˈzɔr; Menomonee Falls, Wisconsin, 1985. március 31.–) amerikai színésznő. 
Karrierjét olyan televíziós műsorokban kezdte, mint az Életem értelmei, az Isteni sugallat, a Miért pont Brian? és a CSI: Miami helyszínelők. Áttörését Vanessa Abrams szerepével érte el a Gossip Girl – A pletykafészek című sorozatban.

## Élete

### Fiatalkora
Menomonee Falls városában született 1985. március 31.-én. Magyar, illetve afroamerikai felmenőkkel rendelkezik. Öt gyerek közül ő volt a legidősebb. Futballozott, a diáktanács része volt, és pompomlányként is tevékenykedett. Barátjával együtt alapított egy tisztítással foglalkozó céget, és takarították a tanáraik házait. Hat éves korában kezdett modellkedni. Elsőként a Quaker Oats reklámjaiban szerepelt tíz éves korában, és a Kohl's áruházlánc nyomtatott hirdetéseiben is szerepelt. Ezt követően a Crate & Barrel, Mountain Dew, Sears, Jockey és JanSport cégek reklámjaiban is feltűnt. A Menomonee Falls High School tanulója volt, és 17 évesen költözött Los Angelesbe anyjával együtt, hogy színészi karriert folytasson. A Seventeen magazinnak elmondta, hogy "legalább ötször költözött." Eleinte lakberendező szeretett volna lenni,  de az ügynöke meggyőzte, hogy inkább menjen színészi meghallgatásra.

### Magánélete
Szeret snowboardozni, túrázni, jógázni és amerikaifutballozni. Hobbijait annak eredményeként írja le, hogy Wisconsinból származik. Green Bay Packers rajongó.
Partnere Brad Richardson, a profi hokijátékos, akitől egy lánya született 2021 januárjában.

## Filmográfia

### Film
| Év   | Cím                           | Eredeti cím                   | Szerep         | Magyar hang        |
| ---- | ----------------------------- | ----------------------------- | -------------- | ------------------ |
| 2003 | Nino bácsikám                 | Uncle Nino                    | The MC         |                    |
| 2009 | Pomponsrácok                  | Fired Up!                     | Kara           | Trokán Nóra        |
| 2010 | Piranha 3D                    | Piranha 3D                    | Kelly Driscoll | Molnár Ilona       |
| 2011 | Szemenszedett boldogság       | Love, Wedding, Marriage       | Shelby         | Kelemen Kata       |
| 2011 | Csak tudnám, hogy csinálja!   | I Don't Know How She Does It  | Paula          | Agócs Judit        |
| 2011 | Hogyan lopjunk felhőkarcolót? | Tower Heist                   | Sasha Gibbs    |                    |
| 2011 | Hirokin – Az utolsó szamuráj  | Hirokin                       | Orange         | Bogdányi Titanilla |
| 2012 |                               | Art Machine                   | Cassandra Moon |                    |
| 2012 | Love Bite – Az első harapás   | Love Bite                     | Juliana        |                    |
| 2013 |                               | Pawn                          | Bonnie         |                    |
| 2013 | Gyakornokok                   | The Internship                | Marielena      | Solecki Janka      |
| 2013 |                               | Brightest Star                | Lita Markovic  |                    |
| 2014 |                               | House at the End of the Drive | Krista         |                    |
| 2014 |                               | 10 Cent Pistol                | Chelsea        |                    |
| 2014 | Kétéjszakás kaland            | Two Night Stand               | Faiza          | Solecki Janka      |
| 2015 |                               | Club Life                     | Tanya          |                    |
| 2015 | Ted 2.                        | Ted 2                         | Allison        | Bohoczki Sára      |
| 2020 |                               | Clover                        | Angie          |                    |
| 2025 |                               | All-Star Weekend              | Abby           |                    |

### Televízió
| Év        | Cím                           | Szerep                | Megjegyzések                                  |                                                 |
| --------- | ----------------------------- | --------------------- | --------------------------------------------- | ----------------------------------------------- |
| 2003      | Életem értelmei               | My Wife and Kids      | Dee-Jay                                       | 1 epizód                                        |
| 2004      | Tesóm nyakán                  | What I Like About You | Liz                                           | 1 epizód                                        |
| 2004      | Drake és Josh                 | Drake & Josh          | ismeretlen szerep                             | 1 epizód                                        |
| 2004      | Isteni sugallat               | Joan of Arcadia       | Nikki                                         | 1 epizód                                        |
| 2005      |                               | That’s So Raven       | Jordache Hilltopper                           | 1 epizód                                        |
| 2005      | Szavak szárnyán               | The Reading Room      | Dayva                                         | tévéfilm                                        |
| 2007      | Miért pont Brian?             | What About Brian      | Laura                                         | 6 epizód                                        |
| 2007      | CSI: Miami helyszínelők       | CSI: Miami            | Samantha Barrish                              | 3 epizód                                        |
| 2007      |                               | Somebody Help Me      | Nicole                                        | tévéfilm                                        |
| 2007–2012 | Gossip Girl – A pletykafészek | Gossip Girl           | Vanessa Abrams                                | főszereplő (1–4. évad) vendégszereplő (6. évad) |
| 2010      |                               | The City              | önmaga                                        | 1 epizód                                        |
| 2012      | Punk’d – SztÁruló             | Punk'd]               | önmaga                                        | 1 epizód                                        |
| 2013      | Négy férfi, egy eset          | Men at Work           | Jenny                                         | 1 epizód                                        |
| 2014      |                               | Lucky in Love         | Mira Simon                                    | tévéfilm                                        |
| 2015      |                               | Complications         | Gretchen Polk                                 | főszereplő (10 epizód)                          |
| 2015      | Kingdom                       | Kingdom               | Laura Melvin                                  | 5 epizód                                        |
| 2015      | CSI: Cyber helyszínelők       | CSI: Cyber            | Carmen Lopez / Blaze / April Castilla nyomozó | 1 epizód                                        |
| 2017      | Twin Peaks                    | Twin Peaks            | Renee                                         | 3 epizód                                        |
| 2017–2018 | Shameless – Szégyentelenek    | Shameless             | Nessa Chabon                                  | 11 epizód                                       |
| 2019–     | Orville                       | The Orville           | Talla Keyali                                  | főszereplő (2. évadtól)                         |

### Videóklipek

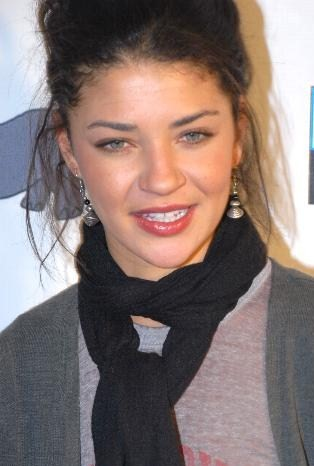
2007-ben

| Év   | Előadó(k)           | Cím                | Szerep                  |
| ---- | ------------------- | ------------------ | ----------------------- |
| 2007 | Matt White          | Best Days          |                         |
| 2007 | Daughtry            | Over You           | Sarah                   |
| 2011 | Hurts               | Sunday             | Eurydice                |
| 2013 | Taylor Swift        | 22                 | Swift legjobb barátnője |
| 2014 | A Great Big World   | Already Home       |                         |
| 2016 | The Black Eyed Peas | Where Is the Love? | Cameo                   |

## Díjak és jelölések
| Év   | Díj                   | Kategória                                   | Jelölt mű  | Eredmény |
| ---- | --------------------- | ------------------------------------------- | ---------- | -------- |
| 2011 | MTV Movie & TV Awards | MTV Movie Award a legijesztőbb produkcióért | Piranha 3D | Jelölve  |